# Megalorhipida leucodactyla
Megalorhipida leucodactyla
Espèce
Synonymes
- Megalorrhipida leucodactylus
- Megalorhipida leucodactylus
- Pterophorus leucodactylus Fabricius, 1793
- Pterophorus defectalis Walker, 1864
- Megalorhipida defectalis (Walker, 1864)
- Pterophorus congrualis Walker, 1864
- Pterophorus oxydactyla Walker, 1864
- Aciptilia hawaiiensis Butler, 1881
- Trichoptilus ochrodactyla Fish, 1881
- Trichoptilus centetes Meyrick, 1886
- Trichoptilus compsochares Meyrick, 1886
- Trichoptilus adelphodes Meyrick, 1887
- Trichoptilus ralumensis Pagenstecher, 1900
- Trichoptilus derelictus Meyrick, 1926
- Megalorrhipida palaestinensis Amsel, 1935
- Megalorrhipida palästinensis Amsel, 1935

Megalorhipida leucodactyla est une espèce de lépidoptères (papillons) de la famille des Pterophoridae.

## Répartition
Il a une répartition pantropicale.

## Habitat
Sa chenille vit sur une large variété de plantes dont Boerhavia diffusa, Okenia hypogaea, Acacia neovernicosa, Amaranthus, Mimosa tenuiflora et Commicarpus tuberosus.